# Euphorbia schillingii
Euphorbia schillingii är en törelväxtart som beskrevs av Radcl.-sm.. Euphorbia schillingii ingår i släktet törlar, och familjen törelväxter. Inga underarter finns listade i Catalogue of Life.

## Bildgalleri

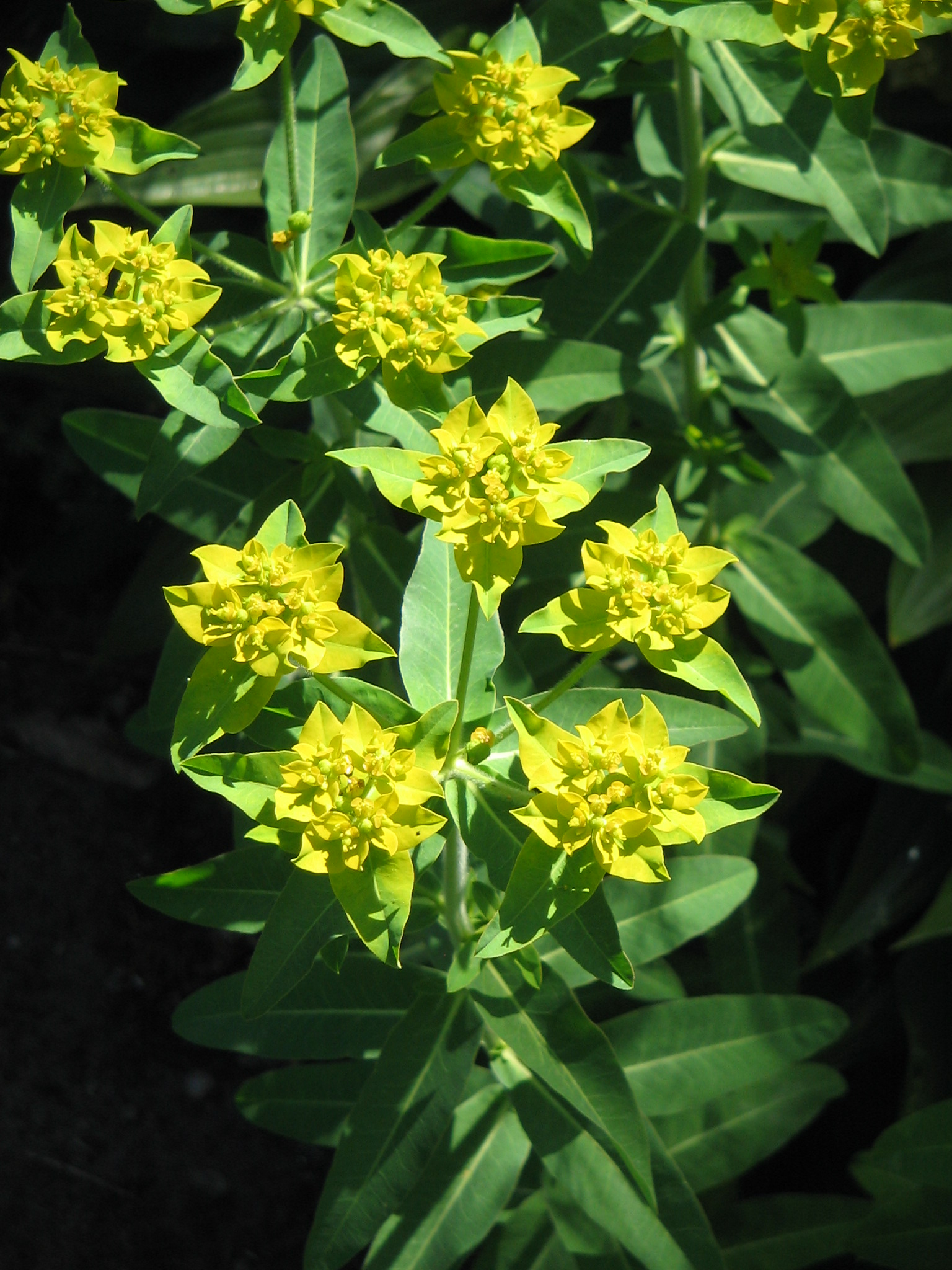